# Самтацкаро
Самтацкаро (груз. სამთაწყარო) — село в Грузии. Находится в Дедоплисцкаройском муниципалитете края Кахетия. Принадлежит к Архилоскалойскому сакребуло. Село расположено в Алазанской долине, на правом берегу реки Алазани, недалеко от государственной границы между Грузией и Азербайджаном. Высота над уровнем моря — 350 м. Расстояние до Дедоплис-Цкаро — 48 км. В селе имеется средняя школа. Климат засушливый, так как село находится вблизи Эльдарской равнины, самого засушливого места в Грузии.
По результатам переписи 2014 года в селе проживало 1037 человек. Основной источник доходов населения — сельское хозяйство (виноградники и бахчевые).
Село принадлежит к Хорнабуджской и Эретской епархии Грузинской православной церкви.
В селе периодически вспыхивают конфликты на религиозной почве.